# Erster Finanzvertrag
Der Erste Finanzvertrag innerhalb der Europäischen Gemeinschaften (Vertrag zur Änderung bestimmter Haushaltsvorschriften vom 22. April 1970), der am 1. Januar 1971 in Kraft trat, regelte die Verwaltung von EU-Eigenmitteln durch die Europäische Kommission und das Europäische Parlament.

## Hintergrund
Auf dem Gipfel von Den Haag 1969 wurde die noch von Hallstein geforderte Einführung von EG-Eigenmitteln beschlossen. Der daraufhin ausgehandelte Erste Finanzvertrag wurde am 22. April 1970 in Luxemburg unterzeichnet und trat zum 2. Januar 1971 in Kraft. Das Europäische Parlament wurde an der Aufstellung und der Verabschiedung des Haushaltsplans beteiligt – allerdings nicht im Bereich der sogenannten „obligatorischen Ausgaben“, d. h. vor allem der Ausgaben für die Gemeinsame Agrarpolitik, die zu jener Zeit rund 90 % des Gesamtetats ausmachten. Der nachfolgende Zweite Finanzvertrag (Vertrag zur Änderung bestimmter Haushaltsvorschriften vom 22. Juli 1975), der am 31. Dezember 1977 in Kraft trat, änderte Regeln zur Verwaltung des EG-Haushalts durch Kommission und Parlament und errichtete den Europäischen Rechnungshof (kurz EuRH).